# Guido Craveiro
Guido Craveiro (* 4. Februar 1974 in Euskirchen) ist ein portugiesischer Musiker und Produzent, der in Leiria (Portugal) wohnt und arbeitet.

## Leben
Guido Craveiro hat seit seinem 6. Lebensjahr bis zum 20. Lebensjahr die Musikschule Euskirchen in den Fächern Klavier, Schlagzeug und Saxophon besucht.
Im Jahr 1986 gründete er seine erste Band Double Oh Seven und spielte bereits 80 Konzerte im Jahr.
Ab dem Jahr 1997 arbeitete er als Komponist und als Produzent im Studio "TV Musik" in Köln, welches er im Jahr 2000 übernahm.
Zwischen 1996 und 2002 produzierte er diverse Jingles und widmete sich ab 2002 mehr der Musikproduktion.
Von 2002 bis 2006 produzierte und remixte er diverse House-Tracks für Moloko, DeLa Soul, Sonique, Bootsy Collins, Can7, u. v. m.
Im Jahr 2007 produzierte er für Nicolai Beverungen (Echo Beach) unter dem Projektnamen „Dubxanne“ das Album The Police in Dub.
Ab 2007 produziert und mischt Guido für diverse Künstler - unter anderem für Dellé, Querbeat, Cro, Culcha Candela, Dub Inc., Seeed, Peter Fox, u. v. m.
Guido war als Songwriter und Programmierer am Seeed-Hit Augenbling beteiligt und stand im Jahr 2013 bei mehreren Live-Auftritten der Band als Keyboarder auf der Bühne und ist seit dem Jahr 2015 FoH-Mann für Seeed tätig. Bis Ende 2024 war er ebenfalls verantwortlich für den Live-Sound von Querbeat.
Seit 2023 ist Guido (Guidance) an den Live-Reglern bei Peter Fox als FoH-Mann tätig.

## Auszeichnungen
- 1999 Eyes & Ears Award for Best Audio design & branding - RTL Station ID Blur
- 2007 Gold IF Award - Evian.de
- 2012 Platin Award - Cro "Raop"
- 2013 Doppel Gold und Platin Award - Seeed "Seeed"
- 2016 Gold Award - Dub Inc "so what" album
- 2019 Gold Award - Querbeat "Cuba Colonia"
- 2023 Gold Award - Querbeat "Nie mehr Fastelovend"
- 2025 Live Award - Peter Fox "Love Songs Tour 2023-2024"